# ماریانا اسپیواک
ماریانا تیموفیونا اسپیواک (روسی: Марьяна Тимофеевна Спивак؛ زادهٔ ۲۳ مارس ۱۹۸۵ میلادی) بازیگر اهل روسیه است. وی دانش‌آموختهٔ دانشکدهٔ هنرهای نمایشی مسکو است.
از فیلم‌ها یا مجموعه‌های تلویزیونی که وی در آن‌ها نقش داشته است، می‌توان به کومی-کومی و بی‌عشق اشاره نمود.